# Натама, Набиль
Наби́ль Дауда́ Натама́ (фр. Nabil Daouda Natama; род. 17 февраля 2004, Modre, Восточная область) — буркинийский футболист, нападающий клуба «Минск».

## Карьера
Воспитанник футбольной академии буркинийского клуба «Салитас», в структуру которого попал в возрасте 14 лет. В начале 2025 года прибыл на просмотр в белорусский «Минск». В феврале 2025 года официально присоединился к минскому клубу, подписав контракт до конца сезона. Дебютировал за клуб 13 марта 2025 года в матче против новополоцкого «Нафтана», выйдя на замену на 80 минуте. Дебютным забитым голом за клуб отличился 5 июля 2025 года в матче против борисовского БАТЭ.